# Картопляна ковбаса

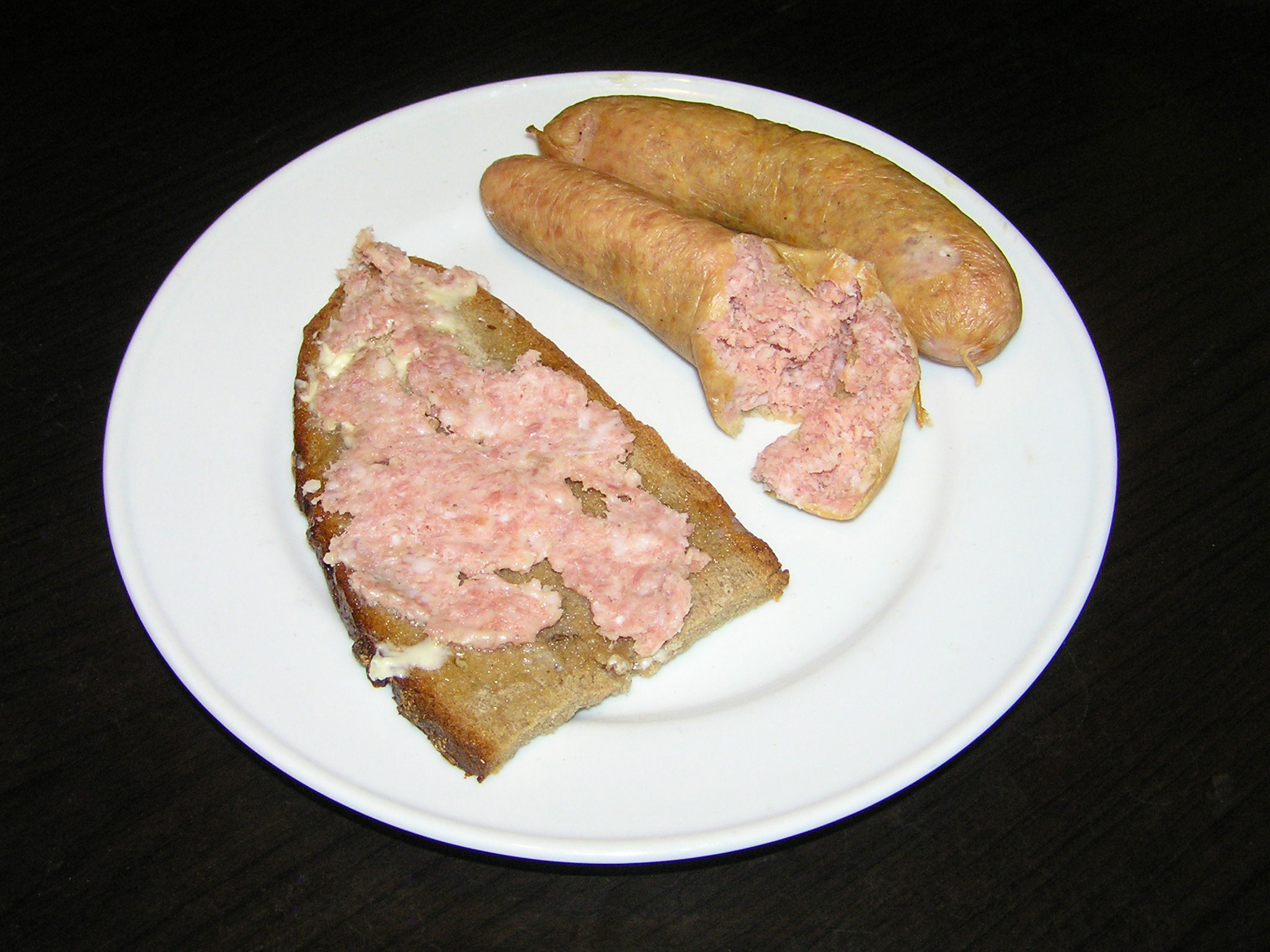
Картопляна ковбаса в бутерброді на сірому хлібі з маслом

Картопляна ковбаса (картофельвурст, нім. Kartoffelwurst) — німецька ковбаса з термічно обробленої свинини або яловичини з додаванням картоплі, ріпчастої цибулі та прянощів. Популярна на південному заході Німеччини: в Гессені, Нижній Франконії, Північному Бадені, Рейнланд-Пфальці та Саарі. Картопляна ковбаса — спеціалітет Хунсрюка.
Картопляна ковбаса на 50–70 % складається з попередньо відвареного та подрібненого м'яса і на 30–50 % — з відвареної та подрібненої картоплі, в ковбасний фарш також додають в залежності від регіонального рецепта кубики шпику, м'яса нітритного засолу, субпродуктів, а також крупу та тушковану цибулю. Типові прянощі в картопляній ковбасі — сіль, чорний перець та мускатний горіх. Картопляну ковбасу формують в натуральну оболонку або консервні банки, які нагрівають, щоб згорнувся кров'яний білок, а ковбаса набула типовий червоно-коричневий колір. Після охолодження ковбаса застигає завдяки желатину, що міститься у свинячій шкірці. Картопляну ковбасу споживають переважно в смаженому вигляді.